# ماسايوكي أوشياي (لاعب كرة قدم)
ماسايوكي أوشياي (باليابانية: 落合 正幸) (11 يوليو 1981 في كوماموتو في اليابان – )؛ هو لاعب كرة قدم ياباني سابق كان يلعب كمدافع.

## وصلات خارجية
- ماسايوكي أوشياي على موقع رابطة كرة القدم اليابانية للمحترفين (اليابانية)
- ماسايوكي أوشياي على موقع قاعدة بيانات كرة القدم.إي يو (الإنجليزية)
- ماسايوكي أوشياي على موقع Soccerway.com (الإنجليزية)
- ماسايوكي أوشياي على موقع عالم كرة القدم.نت (الإنجليزية)